# 庫季馬河

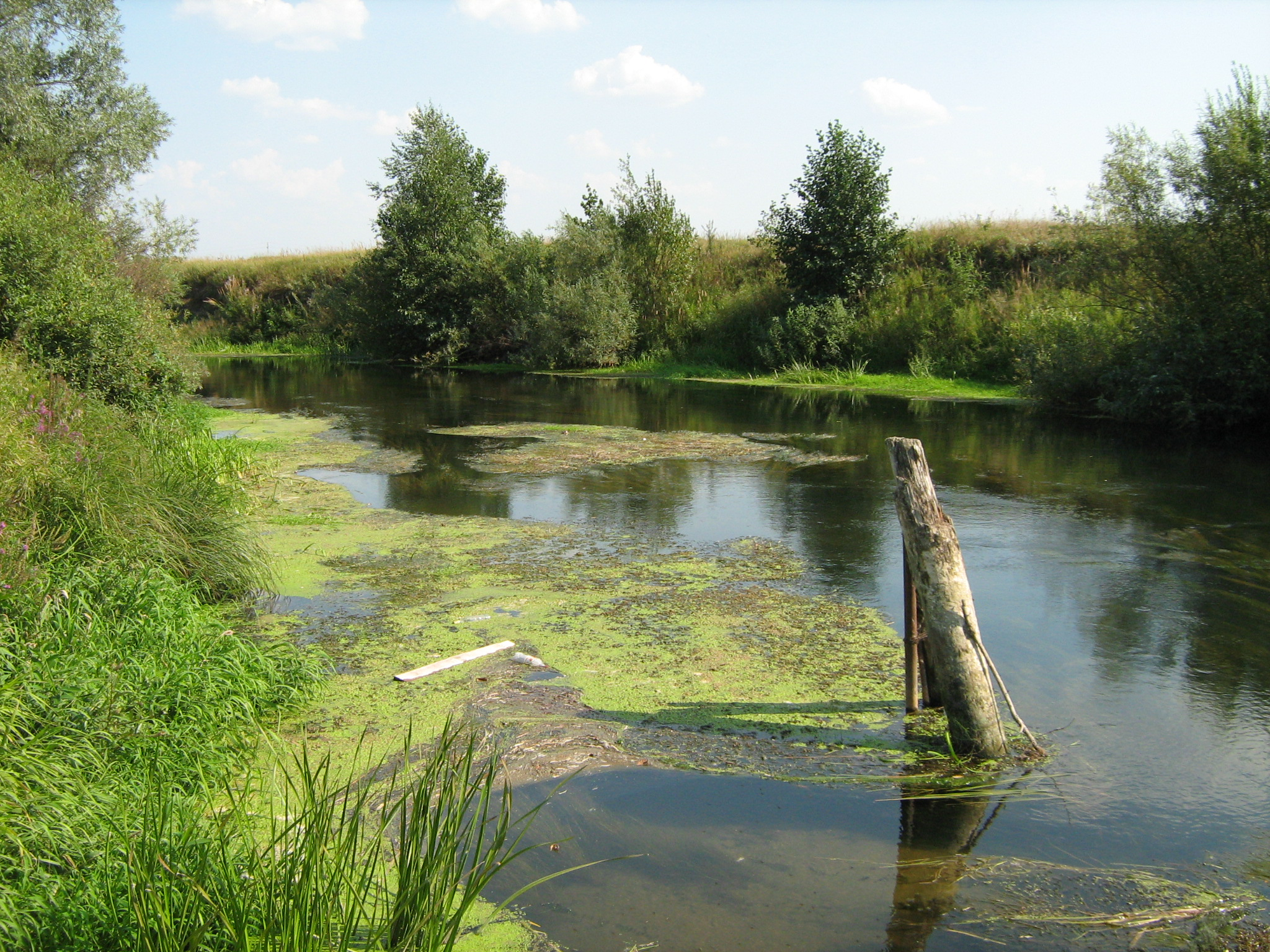
庫季馬河

庫季馬河是俄羅斯的河流，位於下諾夫哥羅德州內，屬於伏爾加河的右支流，河道全長144公里，流域面積3,200平方公里，河水主要來自雨水，河畔城鎮有克斯托沃。